# کردی شیخ بزینی
شیخ بزینی یا شیخ بزینکی گویشی از کردی جنوبی است که توسط ایل شیخ بزینی تکلم می‌شود. این گویش شدیدا تحت تاثیر زبان کردی کرمانجی قرار گرفته است.

## تاریخ
محمود لوندی فهرستی متشکل از ۶۰ واژه ساده از گویش شیخ بیزینی همراه با دیگر گویش‌های کردی تهیه کرده است. در این فهرست ۶۰ واژه شیخ بیزینی با مشتقات آن از زبان‌های کرمانجی، سورانی، فیلی ، دیملی و هورامی مقایسه شده است.
| گویش             | برابری | درصد |
| ---------------- | ------ | ---- |
| فیلی             | ۲۸     | ۴۶٪  |
| سورانی           | ۲۳     | ۳۸٪  |
| کرمانجی          | ۱۴     | ۲۳٪  |
| هورامی وکردی لکی | ۱۳     | ۲۱٪  |
| دیلمی            | ۱۲     | ۲۰٪  |
| غیر برابر        | ۲      | ۳٪   |

## مقایسه
| فارسی معیار | کردی شیخ بزینی | کردی کرمانشاهی | کردی لکی   | کردی گورانی  | کردی سورانی |
| ----------- | -------------- | -------------- | ---------- | ------------ | ----------- |
| گفتن        | وتن            | وەتن           | ڤتن        | واتەی        | وتن، گوتن   |
| ماه         | مانگ           | مانگ           | مانگ، مونگ | مانگه        | مانگ، ھەیڤ  |
| برف         | بەرف، وەرف     | وەفر           | ڤەر        | وەروە، وەورە | بەفر        |